# Ready or Not (Computerspiel)
Ready or Not ist ein taktischer Ego-Shooter, der von VOID Interactive entwickelt und vertrieben wird. Seit Dezember 2021 war der Titel in einer spielbaren Alpha-Version als Early Access auf Steam erhältlich. Am 13. Dezember 2023 erfolgte die Veröffentlichung der Vollversion. Das Spiel simuliert die Arbeit einer US-amerikanischen SWAT-Einheit.

## Handlung und Gameplay
Der Spieler ist Teil eines SWAT-Teams von bis zu fünf Personen, die an verschiedenen Einsatzorten in der fiktiven Stadt Los Suenos in den USA in unterschiedlichen Szenarien Polizeieinsätze absolvieren müssen. Dabei sind derzeit folgende Spielmodi bekannt:
- Barricaded Suspects: Das Team muss die Karte durchkämmen und dabei Verdächtige und Täter verhaften und dabei Zivilisten retten.
- Raid: Hier sind die Verdächtigen zahlreicher und besser bewaffnet, daher wird in diesem Modus ein größerer Fokus auf Feuergefechte gelegt.
- Active Shooter: Ein Täter durchstreift die Karte und das Team muss diesen finden und schnellstmöglich verhindern, dass er dabei Zivilisten tötet.
- Bomb Threat: In diesem Spielmodus muss eine Bombe gefunden und zeitig entschärft werden, während wiederum Zivilisten evakuiert und Verdächtige festgenommen werden sollen.
- Hostage Rescue: Die Täter halten Geiseln gefangen und es muss eine Lösung gefunden werden, um so viele Leben wie möglich zu retten.

In dieser Auflistung nimmt die zu erwartende Schwierigkeit des jeweiligen Modus zu, Barricaded Suspects wird als „normal schwierig“ und Hostage Rescue als „wahnsinnig“ deklariert. Diese Spielvarianten können entweder Singleplayer mit KI-Kameraden oder Multiplayer im Koop-Modus mit Freunden gespielt werden. Ein PVP-Modus wurde angekündigt und sollte bis zur finalen Veröffentlichung in das Spiel integriert werden, dies ist jedoch bisher nicht geschehen.
Die Entwickler legen Wert darauf, dass Ready or Not ein möglichst realitätsnahes und nervenaufreibendes Spielerlebnis bieten soll. Hierbei werden den Teammitgliedern eine Reihe von tödlichen als auch weniger-tödlichen Waffen und Werkzeugen zur freien Auswahl geboten, unter anderem Tränengas, Pfefferspray, Blendgranaten, Taser und einige mehr. Das Spielprinzip zielt darauf ab, Feuergefechte so weit als möglich zu vermeiden und Verdächtige nach Möglichkeit zu entwaffnen, als auch Zivilisten unbedingt vor Schaden zu bewahren. Dabei spielt das Spiel oft mit der Erwartungshaltung des Spielers, indem zum Beispiel eine sich bereits ergebende Zivilperson plötzlich als Täter entpuppt und eine schussbereite Waffe zieht.

## Entwicklung
Als Vorbilder bei der Entwicklung des Spieles wurden unter anderem Taktikklassiker wie die SWAT-Spieleserie, insbesondere SWAT 4 genannt. Die Entwicklung begann 2016 mit einem Enthüllungstrailer, der im Mai 2017 veröffentlicht wurde. Ab August 2019 war eine Alphaversion für Unterstützer spielbar; die öffentliche Alphaversion wurde ab 17. Dezember 2021 auf Steam zum Verkauf angeboten. Bis zum Januar 2023 wurde diese Alphaversion mit regelmäßigen Updates versorgt. Nach fast einem Jahr Pause kündigte der Entwickler am 8. Dezember 2023 die Veröffentlichung der Vollversion für den 13. Dezember 2023 an.
Der vormalige Publisher Team17, der ab März 2021 die Schirmherrschaft übernahm, kündigte die Zusammenarbeit mit VOID Interactive kurz nach der Veröffentlichung  der Early-Access-Version im Dezember 2021 auf. Die Gründe wurden bislang nicht öffentlich bekannt gegeben; die Entwickler dementierten jedoch, dass ein Zusammenhang mit einem möglicherweise in Zukunft geplanten Schulmassakerlevel bestand.
Mit der Veröffentlichung der Versionen für PlayStation 5 und Xbox Series im Juli 2025 wurden auch Anpassungen einiger Szenen in der PC-Version vorgenommen, um den Anforderungen der Konsolenversionen zu entsprechen und so Crossplay zu ermöglichen.

## Erweiterungen
Für das Spiel erschienen bisher die Erweiterungen Home Invasion (Juli 2024) und Dark Waters (Dezember 2024), die das Spiel jeweils um neue Karten, Missionen und Waffen erweiterten.

## Kritiken
Bereits während es sich noch um eine Alphaversion handelte, kam Ready or Not besonders bei Rezensenten auf Steam hervorragend an (Stand 19. Januar 2022: Sehr positiv mit 93 % Empfehlungen von über 27.000 Bewertungen). Die Spieler lobten die relative Bugarmut trotz des frühen Entwicklungsstandes, den fordernden Schwierigkeitsgrad mit stimmungsvoller Atmosphäre bei den Einsätzen, die intuitive Bedienung und die Anlehnung an das Gameplay beliebter Taktikshooter wie SWAT 4. Negativ wurden neben den Bugs der noch eingeschränkte Spielinhalt angegeben.
Andere Plattformen zeigten sich zwiespältiger, beispielsweise waren im Review von Kotaku Zweifel zu lesen, ob der Shooter sich der Verantwortung von zeitgemäßem Umgang mit der Thematik von Polizeigewalt, Rassismus und Darstellung von Anschlägen stellen kann. Hingegen wurde die dichte, teilweise etwas gruselige Atmosphäre der Einsätze gelobt.
Die Abschwächung einiger Szenen in der PC-Version im Rahmen der Veröffentlichung der Konsolenversionen führte bei einigen Spielern zu Unmut, die Nutzerwertungen auf Steam verschlechterten sich deutlich.